# Kölner SC 1899
Der Kölner SC 1899 (offiziell: Kölner Sport-Club 1899 e. V.) war ein Sportverein aus Köln. Er ist der älteste Fußballverein der Stadt. Die erste Mannschaft nahm 1906 einmal an der Endrunde zur Deutschen Meisterschaft teil und spielte vier Jahre in der erstklassigen Gauliga Mittelrhein.

## Geschichte
Am 6. Mai 1899 gründeten unzufriedene Mitglieder des Kölner TV 1843 den Internationalen Cölner Fußball-Club 1899, der schon kurze Zeit später in Cölner Fußball-Club 1899 (Cölner FC 1899) umbenannt wurde. Nach der Orthographischen Konferenz von 1901 wurde der Verein in Kölner Fußball-Club 1899 (Kölner FC 1899) umbenannt. Schließlich erfolgte am 24. August 1916 die Umbenennung in Kölner Sport-Club 1899, kurz Kölner SC 1899. Erste Heimspielstätte war der Exerzierplatz Neußer Tor, bevor der Verein im Jahre 1903 den Weidenpescher Park bezog.
Im Jahre 1903 gewann der Verein die erstmals ausgespielte Westdeutsche Meisterschaft. Da der Rheinisch-Westfälische Spiel-Verband zu diesem Zeitpunkt nicht Mitglied des DFB war, nahmen die Kölner nicht an der Deutschen Meisterschaft teil. Drei Jahre später gewannen der Klub durch einen 3:2-Entscheidungsspielsieg gegen den Duisburger SpV die Westdeutsche Meisterschaft und nahm an der Deutschen Meisterschaft teil. Im Viertelfinale traf die Mannschaft auf den 1. FC Pforzheim und erreichte eine 2:0-Halbzeitführung. Die Pforzheimer glichen in der zweiten Halbzeit aus und gewannen mit 4:2 nach Verlängerung. Die Westdeutsche Titelverteidigung misslang 1906/07, da die Kölner im Halbfinale mit 1:3 am Düsseldorfer FC 99 scheiterten.
1909 gehörte der Kölner FC 1899 zu den Gründungsmitgliedern der Zehnerliga, in der die zehn damals spielstärksten Mannschaften des Rheinlands zusammengefasst wurden. Nach einem vierten Platz in der Auftaktsaison 1909/10 reichte es drei Jahre später nur zum letzten Platz, bevor die Zehnerliga wieder aufgelöst wurde. Nach dem Ende des Ersten Weltkriegs ging die erste große Ära des Vereins zu Ende. 1920 wurde die Mannschaft in der erstklassigen Kreisliga Rheinischer Südkreis noch Vizemeister hinter dem Kölner BC 01, bevor das Team Mitte der 1920er Jahre ins Mittelmaß zurückfiel. Im Jahre 1927 stieg der Kölner SC 1899 erstmals aus der höchsten Spielklasse ab.
Erst im Jahre 1931 gelang der Wiederaufstieg und zwei Jahre später qualifizierte sich der Verein für die neu geschaffene Gauliga Mittelrhein. Dort kam die Mannschaft nicht über das Mittelmaß hinaus und musste im Jahre 1937 absteigen. Als Konsequenz daraus fusionierte der Kölner SC 1899 mit dem Lokalrivalen Kölner CfR, der eine spielstarke Mannschaft, aber kein passendes Stadion besaß. Am 13. Juli 1937 fand im Festsaal der Wolkenburg die Gründungsversammlung des VfL Köln 1899 statt.

## Erfolge
- Westdeutscher Meister: 1902/03, 1905/06

## Persönlichkeiten
- Peco Bauwens, Nationalspieler und späterer Präsident des DFB
- Karl Ludwig, Nationalspieler
- Alfons Moog, Nationalspieler
- Erich Pohl, Nationalspieler
- Carl Zörner, Nationalspieler